# Sainte-Marie (Cantal)
 Sainte-Marie  es una población y comuna francesa, situada en la región de Auvernia, departamento de Cantal, en el distrito de Saint-Flour y cantón de Pierrefort.

## Demografía
| 214 | 185 | 152 | 133 | 125 | 107 |
| Para los censos de 1962 a 1999 la población legal corresponde a la población sin duplicidades (Fuente: INSEE [Consultar]) |     |     |     |     |     |